# El Pino, Querétaro Arteaga
El Pino är en ort i Mexiko.   Den ligger i kommunen Amealco de Bonfil och delstaten Querétaro Arteaga, i den sydöstra delen av landet, 140 km nordväst om huvudstaden Mexico City. El Pino ligger 2 310 meter över havet och antalet invånare är 328.
Terrängen runt El Pino är kuperad västerut, men österut är den platt. Runt El Pino är det ganska tätbefolkat, med 192 invånare per kvadratkilometer. Närmaste större samhälle är San Juan del Río, 18,8 km nordost om El Pino. I omgivningarna runt El Pino växer huvudsakligen savannskog.